# Nata de coco
La nata de coco és una gelatina comestible de color blanc i consistència suau utilitzada per a l'elaboració de dolços i postres, és produïda a partir d'aigua de coco o de llet de coco per mitjà d'un procés de fermentació del microorganisme Acetobacter aceti subsp. xylinum sota condicions controlades, així mateix, la seva producció permet aprofitar les deixalles de l'aigua de coco i així disminuir la contaminació ambiental.

## Història
La producció de la nata de coco es va originar a les Filipines i es va estendre als països veïns, la indústria va tenir les seves arrels a la província de Laguna a l'illa de Luzón el 1819 quan una mestressa de casa va descobrir accidentalment que les closques de pinya utilitzades per blanquejar la tela feien de medi de cultiu per al creixement i la producció de cel·lulosa a partir de bacteris de l'àcid acètic, però, la producció de nata de coco s'aconseguiria utilitzant coco originari d'Alaminos, Laguna.
El creixement de la pel·lícula de nata de coco per Gluconacetobacter xylinus va ser descrit per primera vegada a la dècada de 1880 per Adrian J. Brown, qui va identificar aquest producte gelatinós com químicament equivalent a la cel·lulosa. Posteriorment, la Corporació Nacional del Coco (avui anomenada Autoritat Filipina del Coco, PCA) va realitzar diversos seminaris i programes de capacitació a la dècada de 1950 sobre la producció de nata de coco i es va convertir en una petita indústria artesanal. El seu ús en la indústria del menjar va iniciar els 1980 per Del Monte Corporation afegint nata de coco en unes postres de barreja tropical, i per a finals d'aquesta dècada, la nata de coco ja era un dels aliments nadius promoguts per a l'exportació.
Investigadors de l'Institut Nacional de Ciència i Tecnologia van complementar el medi d'aigua de coco amb monobàsic fosfat d'amoni per accelerar la fermentació i actualment, és elaborada comercialment per empreses grans i mitjanes i indústries petites o domèstiques a països d'Àsia oriental com Filipines, Indonèsia, Xina, Vietnam, Malàisia i Tailàndia.

## Aplicacions
La nata de coco té multiples aplicacions dins del mercat, entre les quals destaquen el seu ús en alimentació, àrea de cosmetologia, biomèdica, materials a la indústria, com auriculars, paper i tèxtils, i també compta amb aplicacions en benefici de la salut. És la forma més económica de cel·lulosa bacteriana (BC) produïda a través de la fermentació de l'aigua de coco, per la qual cosa és una forma pura de BC amb propietats fisicoquímiques, morfològiques i mecàniques úniques. A més, s'estan fent proves per minimitzar l'ús de químics que normalment es necessiten a les polpes tradicionals i substituir l'ús de fusta, cosa que ajuda a prevenir l'escalfament global a preservar la natura.

#### Aliments

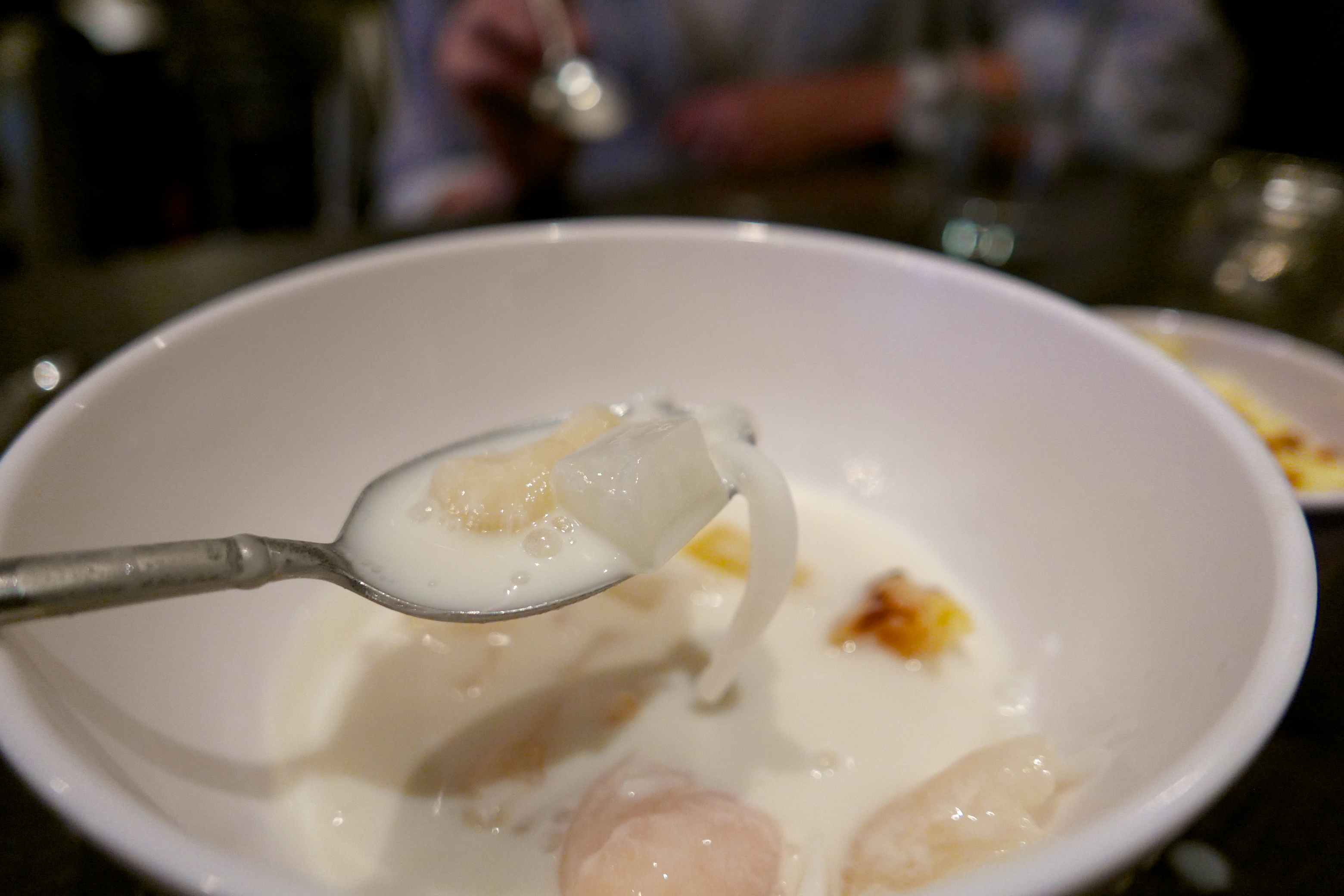
Postres que conté nata de coco i fruites

La nata de coco es pot consumir en molts tipus d'aliments com ara postres, dolços, amanides, còctels de fruites, gelats, sucs, productes lactics, quètxup i salses. Així mateix, es pot utilitzar com a modificador de textura per a aliments congelats i productes fornejats, per exemple, en forma d'almívar té un sabor fresc, color translúcid i alt valor nutritiu gràcies al seu alt contingut en fibra, el sabor natural es pot modificar afegint diversos sucs de fruites o flors com mango, litxi, pinya, kiwi, taronja, xarop d'auró i rosa. També pot ser utilitzat com a additiu alimentari substituint espessants alimentaris com la goma xantana.

#### Cosmètica
Si bé la major part de la nata de coco es destina a aplicacions alimentàries, també está ingressant a mercats internacionals de cosmètica on s'utilitza com a mascareta facial formada de nanocel·lulosa bacteriana (BCN), aquesta es distingeix per la seva alta capacitat de retenció d'aigua, ja que això la converteix en un excel·lent portador de principis actius cosmètics. Així mateix, aquestes mascaretes no són tòxiques i recolzen el creixement de les cèl·lules de la pell humana i es distingeixen de les mascaretes comercials per la seva textura fina, suau i transparent, a més, solen vendre's amb principis actius incorporats com a nutrients, sèrums o extractes de fruites i herbes per millorar l'aspecte de la pell. Els ingredients principals inclouen àloe vera, col·lagen, té verd, vitamina C, seda i extractes de proteïnes. Actualment, moltes mascaretes facials de BCN es troben disponibles al mercat de tot el món.

#### Biomèdica
Les seves aplicacions dins de l'àrea de biomèdicina consisteixen en els biomaterials que s'obtenen a causa de les propietats úniques que la BC a base de nata de coco conté, on l'alta puresa del material és una demanda principal. BC és un biomaterial microfibril·lar. S'ha reportat que diferents espècies de bacteris com Acetobacter xylinum, Rhizobium, Achromobacter i Sarcina produeixen BC a través de la fermentació. El BC és generalment pur, biocompatible i no tòxic, i es pot modificar en una àmplia gamma de formes i composicions diferents. Això vol dir que té una notable gamma d'aplicacions a molts camps de la ciència i la medicina.

#### Materials de la indústria

##### Auriculars
La BC amb nata de coco proveeix un important mòdul de Young, estimat per la seva excel·lent capacitat de retenció d'aigua, acompanyada d'una alta pèrdua interna. Sony Corporation ha comercialitzat altaveus i auriculars d'alta fidelitat, amb l'ús de BC com a diafragma acústic. L'ús de BC va donar com a resultat una alta velocitat del so, comparable amb la de l'alumini i l'estany, així com una pèrdua dinàmica baixa.

##### Paper
Dins la indústria paperera es va trobar que l'addició de grànuls de BC al paper dona com a resultat un augment de quatre vegades la resistència a la tracció, en comparació al paper normal.

##### Tèxtils
Fernandes et al. va informar sobre la saturació de les membranes BC amb Baygard EFN (perfluorocarboni) i Persoftal MS (polidimetilsiloxà), coneguts com a polímers hidrofòbics utilitzats en la indústria tèxtil per a processos d'acabat. Els valors de permeabilitat al vapor, absorció de gotes al llarg del temps, angles de contacte estàtic de l'aigua i resistència mecànica millorada dels nanocompostos hidrofilitzats, mal·leables, robustos i transpirables basats en BC presentaven totes les propietats favorables per ser aplicables en les indústries tèxtils.

#### Beneficis a la salut
La nata de coco és baixa en cel·lulosa, greixos i calories, a més no conté colesterol. És capaç de controlar el pes, protegir contra la malaltia diverticular i el càncer de còlon i recte. S'han realitzat diversos estudis per comprovar els beneficis que aporta la nata de coco a la salut, per exemple, Mesomya et al. (2002) va desenvolupar un producte alimentari saludable utilitzant diversos cereals com a font de fibra dietètica, entre els quals es van utilitzar llegums, blat de moro dolç, arròs sense polir, fesol mungo i nata de coco (que conformava un 40% del producte). Es va realitzar la prova en ratolins experimentals i els resultats van mostrar que es va reduir significativament el nivell de triglicèrids sèrics en aquests. Així mateix, una segona prova es va realitzar en pacients amb hiperlipidèmia esperant que el resultat fos utilitzat com una guia dietètica per a aquests pacients i el públic en general amb problemes de nivell de lípids sèrics. La prova va ser un èxit ja que el producte desenvolupat per Mesomya et al. (2002) va reduir significativament triglicèrids sèrics en subjectes hiperlipidemics.
| ingredients       | %(w/w) |
| ----------------- | ------ |
| arròs sense polir | 6      |
| fesol mungo       | 18     |
| blat de moro dolç | 36     |
| nata de coco      | 40     |

| mmol/L | setmana -4                 | setmana 0                  | setmana 4                  | setmana 8                  | setmana 12                 | setmana 16                 | setmana 20                 |
| ------ | -------------------------- | -------------------------- | -------------------------- | -------------------------- | -------------------------- | -------------------------- | -------------------------- |
| TG     | 2.7{\displaystyle \pm }0.1 | 2.6{\displaystyle \pm }0.1 | 2.0{\displaystyle \pm }0.2 | 2.0{\displaystyle \pm }0.1 | 2.2{\displaystyle \pm }0.2 | 2.1{\displaystyle \pm }0.3 | 2.1{\displaystyle \pm }0.3 |

#### Prevenció de l'escalfament global / Preservació de natura
S'han preparat membranes d'acetat de cel·lulosa a partir de nata de coco utilitzant aigua de coco com a material de partida. L'objectiu d'aquestes proves és que l'ús d'aquest material lliure de lignina minimitzi l'ús de químics que normalment es necessiten a les polpes tradicionals i substitueixi l'ús de fusta a la producció de paper.

## Producció
La producció consta d'un procés de fermentació en què s'utilitza principalment el bacteri gram negatiu Acetobacter xylinum, hi intervenen diferents factors importants com el medi de cultiu, pH i temperatura. Es conforma de quatre passos fonamentals que consisteixen en l'elaboració d'un cultiu starter d'A. xylinum (1), preparació del medi de cultiu a base d'aigua o llet de coco (2), inoculació i fermentació (3) i finalment collita i processament de la nata (4).

#### Nata-de-cocostarter
Consisteix en inocular A. xylinum, en general, en plats d'agar de tomàquet esterilitzat amb concentracions de 20 g/L de glucosa, 5 g/L d'extracte de llevat, 5 g/L de peptona i 2,7 g /L de K2HPO4. Cal ajustar el pH a 4,2 amb àcid acètic glacial i incubar els medis a 30 °C durant 7 dies.

#### Preparació del medi de cultiu (aigua de coco)
L'aigua de coco que serà utilitzada com a medi de cultiu es suplementa amb sacarosa i sulfat d'amoni en concentracions del 5% al 10% i del 0,5% al 0,7% respectivament. S'esterilitza el recipient on serà dipositat el medi i posteriorment el medi s'autoclava en l'autoclau per 30 minuts.

#### Inoculació i Fermentació
S'inocula el medi de cultiu amb la pel·lícula formada pel cultiu starter en una concentració de 5-10% i el pH inicial s'ajusta amb àcid acètic glacial entre 4,0 i 5,0. Posteriorment, es cobreix el recipient amb una tela o paper esterilitzat i es deixa reposar fins a obtenir la pel·lícula/full de nata formada (el temps de fermentació pot anar des dels 5 fins als 20 dies), l'interval de temperatura òptim per a la producció de nata s'ha reportat entre 23 °C i 32 °C.

#### Collita i processament de nata
La pel·lícula de nata formada després del temps de fermentació es cull quan arriba entre 0,8 i 2,0 cm de gruix, es renta repetidament amb aigua per eliminar l'àcid acètic glacial i es talla en trossos d'igual dimensió. Els talls de nata passen a submergir-se en aigua durant 24 h amb canvis repetits d'aigua per eliminar una possible olor agre.

## Països Productors

#### Filipines
El 1990 la nata de coco va tenir una gran demanda al mercat internacional que va atreure grans inversors inspirats en la creença d'un mercat segur i el ràpid retorn de la inversió. El 1994, Filipines era el principal productor de nata de coco a Àsia i el Japó era el principal mercat absorbint al voltant del 53% de la producció filipina i gairebé el 96% de les exportacions d'aquest país.
A causa de l'alta demanda internacional, el govern va augmentar el control de qualitat exigint papers certificats per l'Oficina d'Administració d'Aliments i Medicaments, per l'Oficina de Duanes, la Universitat de Filipines Diliman (UPD) i la Universitat de Filipines Los Baños (UPLB)), això va tenir un impacte significatiu en els negocis de petita i mitjana escala, ja que els veïns del sud-est asiàtic van adquirir tecnologies amb les quals van poder millorar el seu procés i així crear productes de millor qualitat i implementar processos de producció a escala industrial. La competència extrema va afectar el mercat d'exportació dels productors filipins de nata de coco.

#### Vietnam
Al Vietnam, el Delta del Riu Mekong compta amb 130.000 hectàrees de plantacions de coco, equivalents al 78,7% de la superfície cocotera del país. Dins d'aquesta regió, tres províncies de nom Ben Tre, Tra Vinh i Tien Giang tenen aproximadament 103,000 hectàrees de plantacions de coco formant la indústria processadora de coco més gran del país. Diversos productes a base de coco es produeixen en aquesta regió, especialment a la província de Ben Tre (també anomenada “la terra del coco”), entre els quals hi ha la nata de coco. A Ben Tre (Vietnam), la producció mitjana de nata de coco pura està al rang de 15.000 tones per any.
Al Vietnam, la cadena de valor de la nata de coco es pot dividir en tres grups segons les activitats principals: productors de nata de coco crua a partir d'aigua de coco (I), refinadors de nata de coco (II) i productors d'aliments i begudes amb nata de coco (III).

#### Tailàndia
D'acord amb dades extretes dels registres d'importació de nata de coco sota el Codi del Sistema Harmonitzat 22029020 (aplicat per a la classificació de polpa de fruita o fruita begudes a base de suc) Tailàndia és quasi exclusivament el proveïdor de nata de coco de l'Índia. Així mateix, Tailàndia inclou l'exportació de mascaretas facials de nata de coco a països com França, Anglaterra, Grècia, EEUU, Xina, Corea, Japó, Indonèsia i Egipte.
La producció total de pel·lícules de nata de coco per a aplicacions de màscares facials ronda els 5 milions d'unitats per mes. S'han llançat mascaretes facials de nata de coco sota els noms comercials de FarHorm Bio-cellulose, LA PLUJA (Coconut Jelly Mask), Bionanocellulose, second skin mask, Advanced Brightening Biocellulose Mask, i A COCO (Bio-cellulose with sericin mask). El preu de mercat de les màscares facials oscil·la entre 0,1 i 30 dòlars per unitat.

#### Indonèsia
Indonèsia és un dels tres principals productors de coco a Àsia ia la Comunitat del Coco del Pacífic (APCC), amb una capacitat de producció anual de 15.429 milions de cocos i una superfície de plantació de 3,8 milions d'hectàrees.
Basat en dades del 2013 de l'Oficina Central d'Estadística d'Indonèsia, Riau a Sumatera és la província productora de coco més gran a Indonèsia. Igual que amb Vietnam la cadena de valor de la nata de coco es pot dividir en tres grups principals: activitats que involucren els productors de nata crua (I), refinadors de nata (II), i en indústries involucrades en tots els passos de la cadena de valor de nata que van des de la producció de nata crua per al seu processament a diferents aliments i begudes (III).
Les indústries tipus I solen vendre nata crua a les indústries tipus II, que estan ubicades a la mateixa àrea o altres regions d'Indonèsia. De mitjana, el 30% de la nata crua es distribueix dins de la mateixa àrea (South Lampung) i el 70% restant es ven a altres regions d'Indonèsia. Les Indústries tipus II utilitzen la nata de coco crua de les indústries Tipus I com a matèria primera per fabricar els seus productes com els xarops de nata de coco.
En comparació amb les indústries Tipus I i Tipus II, les indústries de Tipus III són relativament menys abundants a Indonèsia, ja que al 2009, només dues de tretze empreses van ser classificades com a indústries Tipus III, ja que en aquesta regió, la nata de coco és produïda per petits negocis familiars amb una mitjana de capacitat de producció de 36 tones per any.[8]

## Valor del Mercat
La nata de coco té un valor important al mercat dels països asiàtics, les dades del comerç vietnamita del 2010 al 2011 mostren un preu de venta mitjana de nata al Vietnam de $137,5 dòlars per tona, a Tailàndia el preu de venta de nata al mercat extern està en el rang de $200–1000 dòlars per tona i a Indonèsia, els preus mitjans del mercat (intern) de les fulles de nata de coco pures oscil·len entre 68 i 75 dòlars per tona. El fer un processament posterior, com ara afegir licors aromatitzants, conservants i el procés d'envasament, provoca l'augment de deu vegades els preus de venta mitjana.
Segons una estimació, s'espera que el mercat de BC augmenti de USD 207,36 milions el 2016 a USD 497,76 milions a finals de 2022 i arribi a USD 700 milions el 2026, amb una taxa de creixement anual del capital del 15,71 %. Celluforce, Innventia AB, American Process, la Universitat de Maine, Borregaard, el Servei Forestal dels EUA i Nippon es troben entre els actors clau al mercat de BC que s'estén a diferents països, com els EEUU, Xina, Canadà, la Unió Europea i el Japó.